# Bob Bourne
Robert Glen „Bob“ Bourne (* 21. Juni 1954 in Kindersley, Saskatchewan) ist ein ehemaliger kanadischer Eishockeyspieler, -trainer und -funktionär, der im Verlauf seiner aktiven Karriere zwischen 1971 und 1988 unter anderem 1.103 Spiele für die New York Islanders und Los Angeles Kings in der National Hockey League (NHL) auf der Position des Centers bestritten hat. Bourne, der im Jahr 1988 die Bill Masterton Memorial Trophy erhielt und vier Jahre zuvor mit der kanadischen Nationalmannschaft den Canada Cup gewann, errang mit den New York Islanders zwischen 1980 und 1983 viermal in Folge den Stanley Cup. Anschließend arbeitete er zwischen 1993 und 2001 als Trainer in den nordamerikanischen Minor Leagues.

## Karriere
Bourne spielte während seiner Juniorenzeit gemeinsam mit Pat Price und Bernie Federko im Team der Saskatoon Blades in der Western Canada Hockey League (WCHL). Beim NHL Amateur Draft 1974 wählten die Kansas City Scouts aus der National Hockey League (NHL) ihn in der dritten Runde an 38. Position aus. Wenige Monate zuvor war der Mittelstürmer bereits im WHA Secret Amateur Draft 1974 von den Indianapolis Racers aus der zu dieser Zeit mit der NHL in Konkurrenz stehenden World Hockey Association (WHA) in der zweiten Runde an der 17. Stelle gezogen worden.
Beim Wechsel in den Profibereich im Sommer 1974 entschied sich Bourne in die NHL zu wechseln, wo die New York Islanders ihn im September 1974 im Tausch für die Transferrechte des in der WHA spielenden Larry Hornung sowie Bart Crashley verpflichtet hatten. Der General Manager der Islanders Bill Torrey versuchte erfolgreich ein Spitzenteam in der NHL aufzubauen. Nach einer ordentlichen Rookiesaison im Spieljahr 1974/75 mit 42 Scorerpunkten in 86 Spielen verbrachte er den Großteil seines zweiten Jahres bei New Yorks Farmteam, den Fort Worth Texans, in der Central Hockey League (CHL). In der Saison 1976/77 schaffte er es sich in der NHL zu etablieren und entwickelte sich in den folgenden Jahren zu einem wertvollen Bestandteil der Organisation. Mit seinen Führungsqualitäten half er mit, dass die Islanders zwischen 1980 und 1983 viermal in Folge den Stanley Cup gewinnen konnten. Letztlich verbrachte der Offensivspieler nach den Erfolgen noch drei Spielzeiten auf Long Island, ehe er kurz vor der Saison 1986/87 über den NHL Waiver Draft zu den Los Angeles Kings wechselte. Dort verbrachte er die beiden letzten Spielzeiten seiner aktiven Karriere, die er im Sommer 1988 im Alter von 34 Jahren beendete. Insbesondere während dieser Zeit engagierte er sich für wohltätige Zwecke, was dazu führte, dass er im Jahr 1987 mit sieben weiteren Athleten, den sogenannten Athletes Who Care, von Sports Illustrated als Sportler des Jahres ausgezeichnet wurde. Im darauffolgenden Jahr erhielt er zudem die Bill Masterton Memorial Trophy der NHL.
Nach seinem Karriereende zog sich Bourne zunächst einige Jahre aus dem Eishockeysport zurück, ehe er vor der Saison 1993/94 als Assistenztrainer bei den Las Vegas Thunder aus der International Hockey League (IHL) vorgestellt wurde. Anschließend pausierte er wieder zwei Jahre, bevor er bei den Central Texas Stampede aus der Western Professional Hockey League (WPHL) seinen ersten Cheftrainerposten annahm. Nach einem Jahr verließ er die Texaner aber wieder, um für ein Jahr als Assistenztrainer bei den Utah Grizzlies aus der IHL anzuheuern, um schließlich zur Spielzeit 1998/99 wieder zu den Las Vegas Thunder zu wechseln, die er ein Jahr als Cheftrainer betreute. Die Utah Grizzlies, wo er zwischen 1999 und 2001 als Cheftrainer und General Manager in Personalunion arbeitete, waren seine letzte Station im professionellen Eishockey.

### International
Für sein Heimatland nahm Bourne mit der kanadischen Nationalmannschaft am Canada Cup 1984 teil. Dabei gewann er mit den Kanadiern das prestigeträchtige Turnier, zu dessen Gewinn er im acht Turnierspielen drei Torvorlagen beitrug. Bereits für den Canada Cup 1981 war der Stürmer eingeladen und für den Turnierkader nominiert worden. Aus Angst vor einer Verletzung verließ er aber nach wenigen Tagen das Trainingslager, da er als Free Agent mit den New York Islanders in Vertragsverhandlungen stand.

## Erfolge und Auszeichnungen
| - 1976 CHL Second All-Star Team - 1980 Stanley-Cup-Gewinn mit den New York Islanders - 1981 Teilnahme am NHL All-Star Game - 1981 Stanley-Cup-Gewinn mit den New York Islanders | - 1982 Stanley-Cup-Gewinn mit den New York Islanders - 1983 Stanley-Cup-Gewinn mit den New York Islanders - 1987 Sports Illustrated Sportler des Jahres („Athletes Who Care“) - 1988 Bill Masterton Memorial Trophy |

### International
- 1984 Goldmedaille beim Canada Cup

## Karrierestatistik

### International
Vertrat Kanada bei:
- Canada Cup 1984

(Legende zur Spielerstatistik: Sp oder GP = absolvierte Spiele; T oder G = erzielte Tore; V oder A = erzielte Assists; Pkt oder Pts = erzielte Scorerpunkte; SM oder PIM = erhaltene Strafminuten; +/− = Plus/Minus-Bilanz; PP = erzielte Überzahltore; SH = erzielte Unterzahltore; GW = erzielte Siegtore; 1 Play-downs/Relegation; Kursiv: Statistik nicht vollständig)